# Витка (приток Берёзы)
Витка — река на западе Тверской области, правый и самый крупный приток Берёзы (бассейн Межи). Длина реки составляет 20,1 км.

## Течение
Протекает по территории Оленинского муниципального района.
Берёт начало у деревни Московка. Река течёт в целом на юг, сильно петляет. Ширина Витки в нижнем течении достигает 5 метров, глубина до 0,4 метра.
Впадает в Берёзу справа в 66 километрах от её устья. Высота устья — 202 метра над уровнем моря.

## Притоки
(В скобках указана длина притока в км)
Правые:
- Ручей без названия (5,1 км) — исток у д. Овинцы.

Левые:
- Чепурнешенский (4,9 км)
- Милостная (10 км)
- Чернавец

## Населённые пункты
Витка протекает по территории Мостовского и Холмецкого сельских поселений. На берегах реки расположены следующие населённые пункты (от истока к устью): Истопки, Зорино, Рогалево, Добрынино, Суханово.
Ранее на берегу Витки также располагались деревни Альшанка, Балды, Тяпки и другие.

## Мосты через реку
Через реку проложено три моста:
- у д. Московка
- На трассе Москва — Рига, у д. Зорино
- Железнодорожный мост у д. Суханово